# William Blinn
William Frederick Blinn (Toledo, Ohio; 21 de julio de 1937 - Burbank, California; 22 de octubre de 2020) fue un guionista y productor de televisión estadounidense.

## Vida y carrera
Nacido en Toledo, Ohio, Blinn comenzó su carrera en televisión en la década de 1960. Como guionista, Blinn escribió episodios de Rawhide, Here Come the Brides, Gunsmoke, The Rookies y Fame (donde también se desempeñó como productor ejecutivo). En 1971, Blinn escribió el guion de la película para televisión Brian's Song, por la que ganó un premio Emmy y Peabody. Ganó un segundo Emmy en 1977 por su trabajo en la miniserie Roots. Blinn también creó dos series para el magnate de la producción Aaron Spelling: Starsky & Hutch (Blinn produjo más tarde la película de 2004 del mismo nombre);  y la menos exitosa Heaven Help Us, coprotagonizada por Ricardo Montalbán, conocido por su papel en Fantasy Island. Fue el productor ejecutivo de la serie de ABC de 1974 The New Land, y creó en 1977 la breve serie de espionaje de CBS Hunter y escribió su piloto no emitido de 1976. También fue escritor de la película de Hallmark Television de 1996 The Boys Next Door basada en la obra del mismo nombre. Sus otras series fueron Eight is Enough, Our House y Fame.
Además de la escritura de guiones (que incluye Purple Rain), Blinn también ha producido varias series de televisión y películas para televisión, incluyendo Aaron's Way, Polly: Comin 'Home! y Pensacola: Alas de oro.

## Fallecimiento
Blinn falleció el 22 de octubre de 2020 por causas naturales a los 83 años en una comunidad de vida asistida en Burbank, según confirmó su hija.